# 小奴可站
小奴可站（日语：／ Onuka eki */?）是位於廣島縣庄原市東城町小奴可2581番1號，西日本旅客鐵道（JR西日本）的藝備線車站。

## 歷史
- 1935年（昭和10年）6月15日 - 三神線 東城站至此站之間開業，此站啟用。
  - 當時車站地址為廣島縣比婆郡小奴可村（日语：小奴可村）小奴可。
- 1936年（昭和11年）10月10日 - 三神線 此站至備後落合站開業，備中神代至備後十日市（現時：三次）之間全線開通。
- 1937年（昭和12年）7月1日 - 三神線成為藝備線一部分，此站成為藝備線車站。
- 1955年（昭和30年）4月1日 - 隨著東城町（日语：東城町）（第二次）成立，車站地址改為廣島縣比婆郡東城町小奴可。
- 1972年（昭和47年）9月1日 - 結束貨物起卸業務[1]。
- 1983年（昭和58年）10月31日 - 成為無人車站（簡易委託）。
- 1987年（昭和62年）4月1日 - 伴隨國鐵分割民營化，車站由西日本旅客鐵道（JR西日本）營運。
- 2005年（平成17年）3月31日 - 隨著庄原市（第二次）成立，車站地址變為廣島縣庄原市東城町小奴可。

## 車站構造

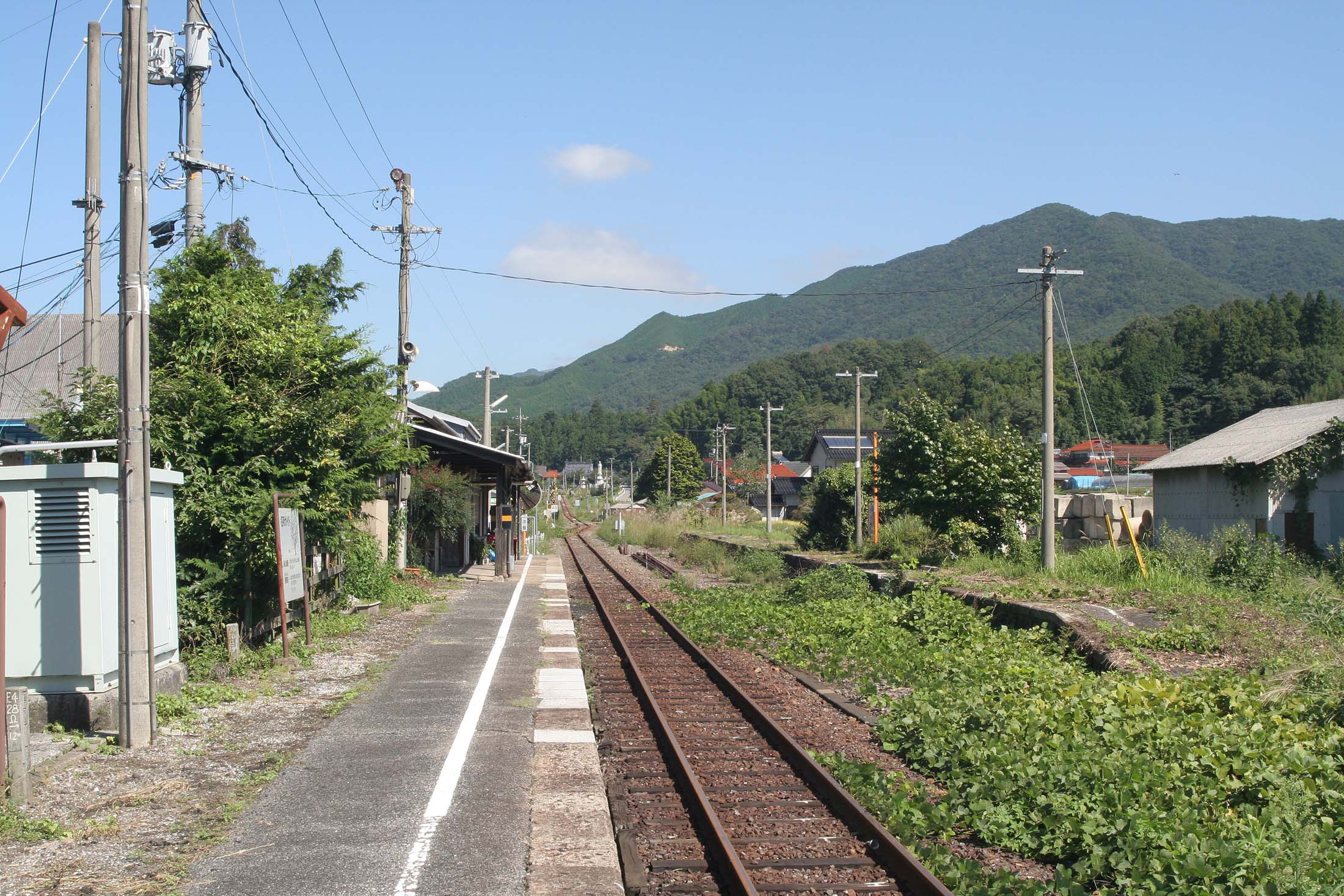
站內（2007年9月26日）

車站是一座地面車站，設有1面1線的單式月台，備後落合方向的列車會開啟左邊車門。新見方向和三次方向的列車使用同一月台。此站曾經設有2面2線的相對式月台，現時站房對面的月台已經廢止。
此站是由新見站管理的簡易委託車站。站房內設有委託出租車公司營運的窗口。不設自動售票機，可在窗口購買入場券和近距離車票。
曾經是急行列車停車站，為東城站至備後落合站之間唯一停車站。

## 使用狀況
以下為近年1日平均乘車人次列表。
| 年度               | 1日平均 乘車人次 | 參考資料    |
| ------------------ | ---------------- | ----------- |
| 1981年（昭和56年） | 87               |             |
|                    |                  |             |
| 2002年（平成14年） | 27               | [ 2 ]       |
| 2003年（平成15年） |                  |             |
| 2004年（平成16年） |                  |             |
| 2005年（平成17年） |                  |             |
| 2006年（平成18年） |                  |             |
| 2007年（平成19年） |                  |             |
| 2008年（平成20年） |                  |             |
| 2009年（平成21年） |                  |             |
| 2010年（平成22年） |                  |             |
| 2011年（平成23年） | 3                | [ 3 ]       |
| 2012年（平成24年） | 2                | [ 3 ]       |
| 2013年（平成25年） | 2                | [ 3 ]       |
| 2014年（平成26年） | 1                | [ 3 ] [ 4 ] |
| 2015年（平成27年） | 1                | [ 3 ]       |
| 2016年（平成28年） | 1                | [ 3 ]       |
| 2017年（平成29年） | 1                | [ 3 ]       |
| 2018年（平成30年） | 1                |             |

## 車站周邊
- 道後的士（在車站大樓內設有事務所和車廠）
- 近江屋食品中心
- 庄原市立小奴可小學
- 小奴可郵局
- 國道314號（日语：国道314号）
- 廣島縣道236號小奴可停車場線（日语：広島県道236号小奴可停車場線）
- 廣島縣道448號下千鳥小奴可停車場線（日语：広島県道448号下千鳥小奴可停車場線）

## 相鄰車站
西日本旅客鐵道（JR西日本）
 藝備線
■快速、■普通
內名－小奴可－道後山

## 注腳
1. ↑  中國新聞　1972年9月1日付
2. ↑  「飲食・小売の出店を科学する出店戦略情報局」之存檔數據
3. 1 2 3 4 5 6 7  國土數値情報 不同站的上下車人次數據
4. ↑   (PDF). 庄原市. 2016年3月  [2017-09-06]. （原始内容存档 (PDF)于2017-09-06） （日语）.

## 外部連結
- 小奴可｜車站資訊：JR出門網 - 西日本旅客鐵道（日語）